# Anticorpo monoclonale
Gli anticorpi monoclonali sono un tipo di immunoglobuline (proteine anticorpali) prodotte in vitro originate da una cellula di mieloma immortalizzata fusa con un unico clone di linfocita B, ciò le rende specifiche per un solo epitopo di un dato antigene. La differenza sostanziale con gli anticorpi policlonali è data dal fatto che questi ultimi sono prodotti da diverse plasmacellule (derivate da differenti linfociti B) e perciò individuano diversi epitopi di uno stesso antigene o di antigeni differenti di uno stesso patogeno o in generale di qualsiasi agente abbia originato la risposta anticorpale.
Dato un antigene è virtualmente possibile creare anticorpi monoclonali per un suo qualunque determinante antigenico. Questa grandissima variabilità permette di utilizzare questi anticorpi in svariati ambiti quali quello della ricerca, della diagnostica e terapeutico (per patologie autoimmuni, cardiovascolari, oncologiche, virali e altre).

## Storia

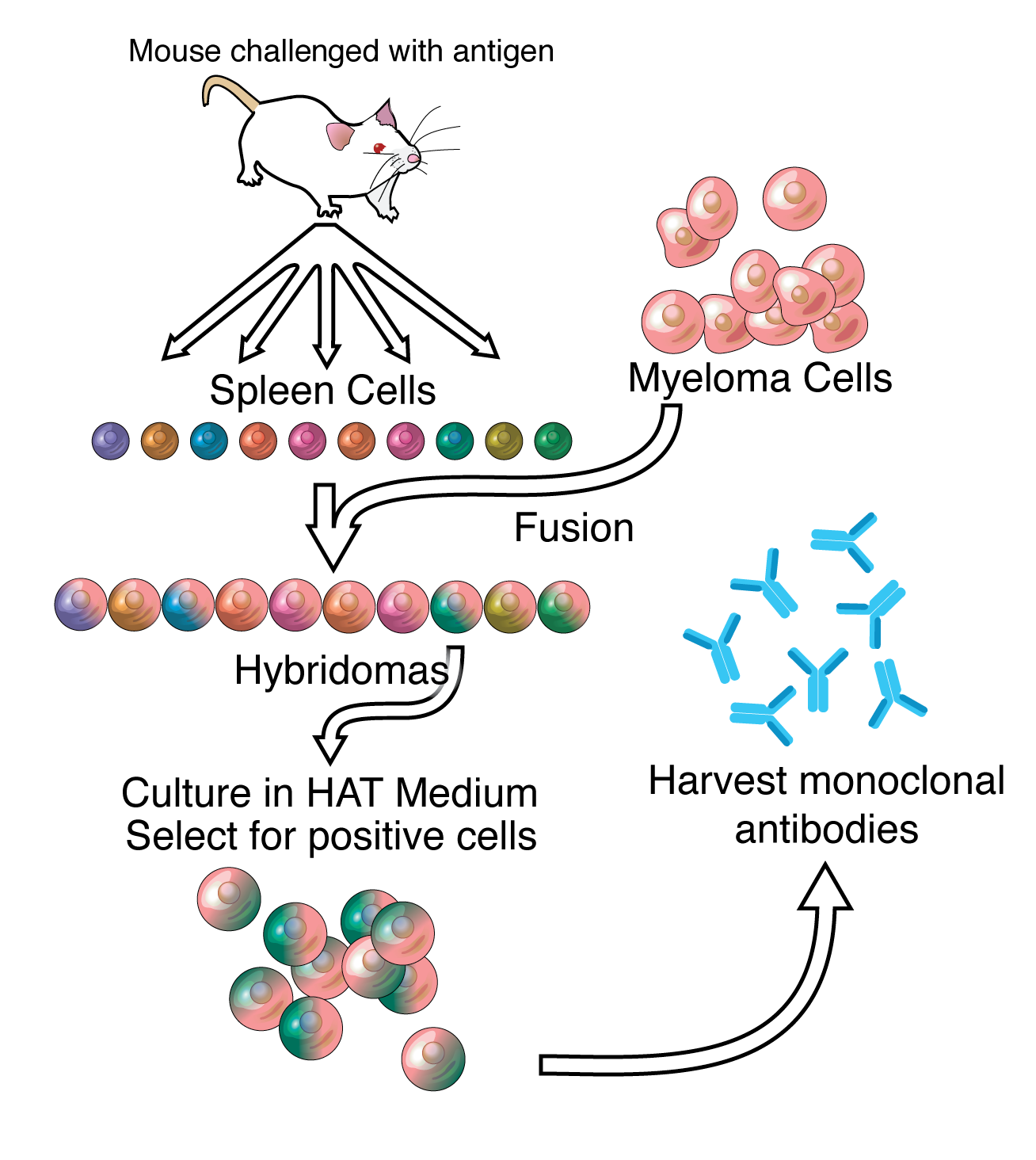
Ottenimento dell'ibridoma da cellule murine

Gli anticorpi monoclonali hanno avuto un forte impatto mediatico durante la pandemia di COVID-19, ma in realtà la loro produzione e il loro utilizzo è cominciato molto prima.
Agli inizi del 1900 l'immunologo Paul Ehrlich propose l'idea dei Zauberkugel – "Proiettili magici", immaginando un composto capace di prendere di mira selettivamente i microrganismi (o altri fattori eziologici che causano malattie) e trasportare a essi sostanze capaci di distruggerli o inibirli. Questa idea è sorprendentemente simile alla descrizione degli anticorpi monoclonali.
 Nel 1975 Georges Köhler e César Milstein riuscirono a fondere una cellula di mieloma con un linfocita B (prelevato da un roditore precedentemente immunizzato) così creando una cellula chiamata ibridoma la quale è immortalizzata (poiché possiede le caratteristiche della cellula di mieloma) e produce anticorpi verso un unico antigene noto (poiché origina da un unico clone linfocitario). Nel 1984 questa scoperta valse ai due il premio Nobel per la medicina.
Tuttavia, nonostante l'indiscutibile importanza della scoperta, continuavano a rimanere problemi (nell'uso terapeutico) legati a fenomeni di immunità verso gli anticorpi dato che questi originavano comunque da cellule di roditori e ciò li rendeva antigenicamente riconoscibili come estranei e perciò aggredibili dal sistema immunitario umano.
Nel 1988 Gregory Paul Winter e il suo team, pionieri nell'umanizzazione degli anticorpi monoclonali, ridussero, ma non eliminarono, il rischio di reazioni immunologiche che potevano verificarsi in alcuni pazienti (con effetti anche gravi) grazie a tecniche d'ingegneria genetica e biologia molecolare (purtroppo tutt'oggi permangono problemi legati a fenomeni immuni la cui spiegazione non sempre è facilmente individuabile). Dagli anni '90 in poi gli anticorpi monoclonali furono sempre migliorati e si cominciò a investire sempre più sul loro sviluppo e nel 2018 James P. Allison e Tasuku Honjo ricevettero il premio Nobel per la medicina scoprendo che era possibile inibire il processo di immunosoppressione mediata dai tumori attraverso l'uso di anticorpi monoclonali.

## Tipologie
Nel corso del tempo sono stati sviluppati numerosi anticorpi monoclonali con caratteristiche differenti, dotati di minori effetti collaterali in ambito terapeutico e con funzioni sempre più articolate e complesse. Una prima distinzione può essere fatta osservando l'origine di questi anticorpi e le conseguenti caratteristiche antigeniche, in un secondo momento si possono anche valutare le caratteristiche morfo-funzionali e terapeutiche.

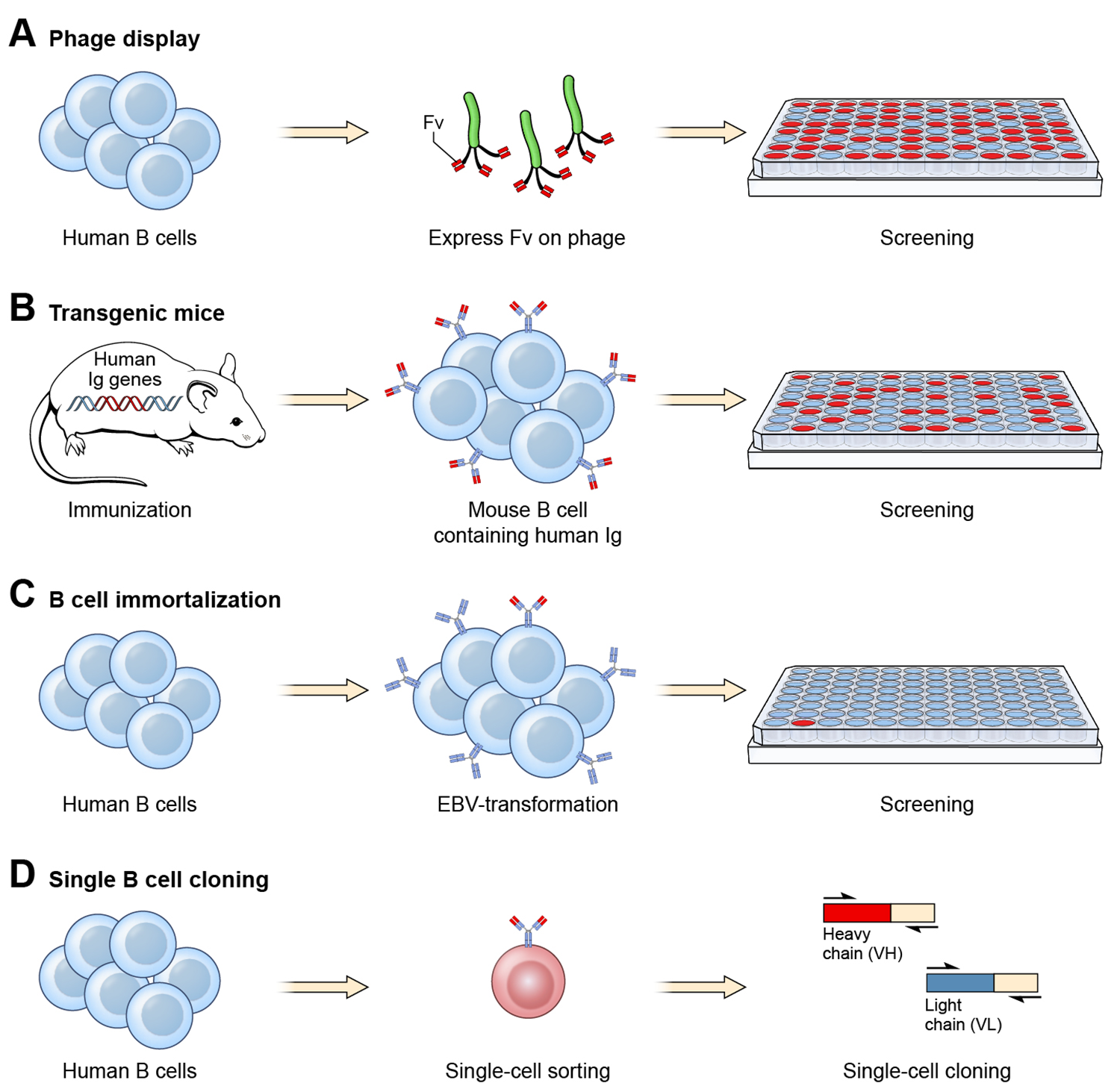
Differenti metodologie per ottenere anticorpi monoclonali umani

### Origine e antigenicità
L'antigenicità degli anticorpi monoclonali (e quindi le possibili reazioni del sistema immunitario nei loro confronti) è determinata dalle cellule d'origine da cui sono stati ottenuti gli ibridomi per la loro produzione. Si possono individuare quattro grandi categorie nelle quali possono essere raggruppati:
- Murini (ottenuti esclusivamente da cellule di topo)
- Chimerici (ottenuti attraverso l'uso di tecniche di biologia molecolare)
- Umanizzati (ottenuti per la gran parte da cellule umane)
- Umani (ottenuti esclusivamente da cellule umane o altre tecniche).

Questo elenco è ordinato dal tipo che genera più spesso reazioni allergiche a quello che lo fa con minore frequenza.

Linea temporale che mostra il miglioramento, nel corso del tempo, delle caratteristiche antigeniche degli anticorpi monoclonali

### Caratteristiche morfo funzionali

Vari tipi di anticorpi monoclonali per diversi usi terapeutici

Gli anticorpi monoclonali possono anche essere classificati in base a delle caratteristiche che li rendono peculiari sotto il punto di vista morfologico (monospecifici, bispecifici…) o funzionale (trasporto di farmaci, inibizione recettoriale…).

#### Anticorpi nudi o non coniugati
Sono stati i primi anticorpi prodotti e ancora oggi trovano un largo impiego in svariati ambiti. Dal punto di vista terapeutico possono legare citochine (per modulare la risposta immunitaria) o tossine e patogeni (per inattivarli o opsonizzarli) o ancora recettori (per evitare che ci si possano legare i rispettivi ligandi).

#### Bispecifici
Questi anticorpi (come suggerisce il nome stesso) sono capaci di legare due epitopi differenti contemporaneamente. Questo meccanismo permette anche di avvicinare due cellule da fare interagire (per esempio cellule tumorali e cellule immunitarie) creando una sorta di ponte fra le due.

#### Coniugati
I farmaci immunoconiugati (ADC, da antibody-drug conjugates) sono anticorpi monoclonali ai quali vengono legati dei composti (che possono essere farmaci, tossine o molecole radioattive) al fine di consentire una veicolazione selettiva nei confronti delle cellule bersaglio. Il bioconiugato è costituito dall'anticorpo, da un linker e dalla molecola che si desidera veicolare, nella maggior parte dei casi una piccola molecola organica. La specificità degli anticorpi permetterà un trasporto estremamente preciso evitando di arrecare danni al resto dell'organismo. A tal proposito, il linker deve avere sufficiente stabilità da non rilasciare la molecola citotossica prima che il coniugato abbia raggiunto la cellula bersaglio. I linker sono basati su gruppi funzionali tra cui disulfidi, idrazine o peptidi (cleavable), o tioeteri (non cleavable). Nei test preclinici e clinici è stato dimostrato che i linker cleavable e noncleavable sono sicuri. Brentuximab vedotin, ad esempio, include un linker che, a seguito di idrolisi enzimatica, rilascia l'agente antimitotico monometil auristatin E o MMAE, molecola sintetica per le cellule maligne CD30-positive. MMAE inibisce la divisione cellulare bloccando la polimerizzazione della tubulina ma, causa della sua elevata tossicità, non può essere utilizzato come un farmaco chemioterapico. Tuttavia, MMAE coniugato a un anticorpo monoclonale anti-CD30 (cAC10, una proteina di membrana cellulare del fattore di necrosi tumorale o recettore TNF) riesce a raggiungere le cellule tumorali senza causare tossicità rilevante nelle cellule sane.
Nel 2001 il farmaco gemtuzumab ozogamicin di Pfizer/Wyeth (nome commerciale: Mylotarg) è stato approvato sulla base di uno studio con un endpoint surrogato, attraverso il processo di approvazione accelerato. Nel giugno 2010, dopo che le prove raccolte non mostravano alcuna prova di beneficio e tossicità significativa, la U.S. Food and Drug Administration (FDA) ha costretto la società a ritirarlo dal commercio. È stato reintrodotto nel mercato statunitense soltanto nel 2017.
Brentuximab vedotin (denominazione commerciale: Adcetris, commercializzato da Seattle Genetics e Millennium/Takeda) è stato approvato per HL recidivato e linfoma anaplastico sistemico recidivato a grandi cellule (sALCL)) dalla FDA il 19 agosto 2011 e ha ricevuto l'autorizzazione alla commercializzazione condizionata dall'EMA nell'ottobre 2012.
Trastuzumab emtansine (ado-trastuzumab emtansine o T-DM1, nome commerciale: Kadcyla, commercializzato da Genentech e Roche) è stato approvato nel febbraio 2013 per il trattamento di persone affette da cancro al seno metastatico HER2-positivo (Mbc) che avevano già ricevuto un trattamento preliminare con trastuzumab e una chemioterapia con chemioterapici taxani.

#### Altri
Esistono poi numerosi altri sottotipi di anticorpi monoclonali che trovano la propria applicazione negli ambiti più svariati ed elencarli tutti diventa difficile anche considerando la velocità con cui questo ambito della ricerca progredisce.

Alcuni particolari anticorpi monoclonali o derivati ingegnerizzati

## Nomenclatura
Il nome che viene dato agli anticorpi monoclonali in ambito terapeutico segue delle regole abbastanza rigide, ciò permette una rapida comprensione delle caratteristiche e del possibile utilizzo che si può fare di quello specifico anticorpo. Il nome è suddiviso in quattro porzioni:
- Un prefisso variabile che può fare riferimento alla casa farmaceutica che ha sviluppato l'anticorpo
- Una porzione che si riferisce al bersaglio verso cui l'anticorpo è indirizzato (virus, tumori…)
- Una porzione che indica l'origine e il tipo dell'anticorpo (murino, chimerico, umanizzato, umano...)
- Il suffisso -mab che è acronimo di "Monoclonal AntiBody" cioè "anticorpo monoclonale".

## Impiego
Le applicazioni degli anticorpi monoclonali sono abbastanza varie e in continuo sviluppo e non riguardano esclusivamente l'ambito terapeutico.

### Classificazione cellulare
L'attuale classificazione leucocitaria basata sulle caratteristiche antigeniche possedute dai diversi citotipi è stata realizzabile grazie all'esistenza degli anticorpi monoclonali.

### Diagnosi
Gli anticorpi monoclonali permettono la ricerca di marker molto specifici associati a determinate patologie e rendono possibile una diagnosi veloce, accurata e poco invasiva.

### Tipizzazione tumorale
L'espressione di determinati antigeni sulla superficie delle cellule tumorali permette di individuare la cellula di origine del tumore e la sua progressione.

### Terapia
Dal punto di vista terapeutico gli anticorpi monoclonali sono usati in varie branche della medicina fra cui oncologia, infettivologia, malattie autoimmuni e autoinfiammatorie. Di seguito è riportata un tabella non esaustiva che raccoglie alcuni usi degli anticorpi monoclonali.
| Tipo di patologia | Impiego                             | Nome anticorpo        | Target terapeutico |
| ----------------- | ----------------------------------- | --------------------- | ------------------ |
| Oncologica        | Melanoma metastatico                | Ipilimumab            | CTLA-4             |
| Oncologica        | Carcinoma mammario                  | Trastuzumab           | HER2/neu           |
| Oncologica        | Linfoma a cellule B                 | Rituximab             | CD20               |
| Oncologica        | Carcinoma colon-retto               | Bevacizumab           | VEGFA              |
| Infettiva         | Virus respiratorio sinciziale       | Palivizumab           | Proteina F         |
| Infettiva         | COVID-19                            | Casirivimab/imdevimab | Proteina spike     |
| Autoimmune        | Artrite reumatoide                  | Adalimumab            | TNFα               |
| Autoimmune        | Emoglobinuria parossistica notturna | Eculizumab            | C5                 |
| Allergica         | Asma allergico                      | Omalizumab            | IgE                |

## Effetti avversi
Gli anticorpi monoclonali a uso terapeutico possono provocare effetti collaterali. Questi possono essere classificati in comuni e rari. Alcuni effetti collaterali comuni includono:
- Allergie
- Anoressia
- Astenia
- Diarrea
- Febbre
- Mal di testa
- Prurito.

Alcuni effetti collaterali gravi, ma rari, includono:
- Anemia
- Collasso cardiaco
- Sanguinamento
- Shock anafilattico
- Stomatiti.

## Costi
Non possono essere ottenuti con processi chimici automatizzabili, ma solo con culture cellulari che seguono il metodo originale. Benché siano stati scoperti nel 1975, al 2025 il costo di una dose di anticorpi monoclonali è compreso tra i 1000 e i 1100 euro, mentre un anno di terapia di un paziente può arrivare a costare fino a €100.000.